# Juan Casanova
Juan Casanova, O.P. (Barcelona, 1387 – Florença, 1 de março de 1436) foi um frei dominicano e cardeal aragonês da Igreja Católica, que foi bispo de Elne e administrador apostólico de Girona.

## Biografia
Sabe-se que ele tomou o hábito dominicano no convento de Santa Catalina Virgen y Mártir em Barcelona em 8 de julho de 1403. Das atas dos Capítulos Provinciais dos Dominicanos de Aragão sabe-se que, em 1405, estudou gramática no convento de Barcelona, em 1406 estudou Lógica em Lérida, em 1409 continuou em Cervera e no mesmo ano ensinou gramática no convento de Barcelona. Também não se sabe muito sobre sua vida.
Recebeu a ordenação presbiteral em 24 de março de 1414.
Estudou teologia na Universidade de Salamanca, entre 1415 e 1418, obtendo o título de magister em teologia em 1419. O Papa Martinho V o nomeou penitenciário menor e mestre do Palácio Apostólico em 6 de novembro de 1420 e em 1423, tornou-se o confessor de Afonso V de Aragão.
Foi eleito bispo de Bosa em 1424, mas não há informações sobre sua ordenação episcopal. Foi transferido para a Diocese de Elne em 28 de novembro de 1425, sendo confirmado em 29 de dezembro de 1425; foi nomeado administrador da sé em 30 de outubro de 1430, cargo que desempenhou até 31 de agosto de 1431.
Foi criado cardeal in pectore pelo Papa Martinho V no Consistório em 8 de novembro de 1430, recebendo o título de cardeal-presbítero de São Sisto, mas foi publicado pelo sucessor Papa Eugênio IV em 4 de julho de 1431, recebendo o chapéu vermelho em 11 de julho do mesmo ano.
Foi nomeado Administrador apostólico da Diocese de Girona em 8 de agosto de 1431, ocupando o cargo até sua morte.
Ele participou do Concílio de Basileia e se opôs ao Papa Eugênio IV no início, mas mais tarde ele se aliou ao papa e escreveu suas obras Tractatus de potestate Papae super Concilium e Tractatus contra schismaticos Basilienses em sua defesa. Estava em Roma em 26 de fevereiro de 1435.
Morreu em 1 de março de 1436, em Florença.